# Robert Spillane
Robert Spillane (Oak Park, 14 dicembre 1995) è un giocatore di football americano statunitense che milita nel ruolo di linebacker per i New England Patriots della National Football League (NFL). Al college ha giocato per la Western Michigan University.

## Carriera universitaria
Spillane, originario di Oak Park in Illinois, cominciò a giocare a football nella locale Fenwick High School come running back e linebacker. Al college andò a giocare, inizialmente come running back, alla Western Michigan University con i Broncos impegnati nella Mid-American Conference (MAC) della Divisione I della Football Bowl Subdivision (FBS) della NCAA Spillane giocò quattro stagioni con i Broncos in 47 partite, 40 da titolare, con 312 tackle, 10,0 sack, 4 intercetti, 5 passaggi deviati, 3 fumble forzati e 2 fumble recuperati, venendo inserito nel Second-Team All-MAC nel suo secondo e terzo anno.
| Stagione | Stagione         | Stagione   | Stagione   | Stagione | Stagione | Difesa  | Difesa  | Difesa  | Difesa | Difesa | Difesa |
| Anno     | Squadra          | Campionato | Conference | P        | PT       | T. tot. | T. sol. | T. ass. | Sack   | Int.   | FF     |
| -------- | ---------------- | ---------- | ---------- | -------- | -------- | ------- | ------- | ------- | ------ | ------ | ------ |
| 2014     | Western Michigan | FBS Div. I | MAC        | 13       | 8        | 67      | 33      | 34      | 4,0    | 0      | 0      |
| 2015     | Western Michigan | FBS Div. I | MAC        | 8        | 6        | 46      | 20      | 26      | 1,5    | 0      | 1      |
| 2016     | Western Michigan | FBS Div. I | MAC        | 14       | 14       | 111     | 60      | 51      | 3,0    | 3      | 2      |
| 2017     | Western Michigan | FBS Div. I | MAC        | 12       | 12       | 88      | 43      | 45      | 1,5    | 1      | 0      |
| Totale   | Totale           | Totale     | Totale     | 47       | 40       | 312     | 156     | 156     | 10,0   | 4      | 3      |

Fonte: Football Database
In grassetto i record personali in carriera

## Carriera professionistica

### Tennessee Titans

#### Stagione 2018
Spillane non fu selezionato al Draft NFL 2018 e firmò da undrafted free agent il 14 maggio 2018 con i Tennessee Titans. Spillane non riuscì a rientrare nel roster attivo della squadra e così fu prima svincolato e poi il 2 settembre 2018 firmò per la squadra di allenamento dei Titans. Spillane fu promosso nel roster attivo il 9 ottobre 2018. Il 14 ottobre 2018 Spillane debuttò nella NFL nella sconfitta 21-0 contro i Baltimore Ravens. Spillane fu svincolato dai Titans il 29 ottobre 2018.

### Pittsburgh Steelers

#### Stagione 2019
L'8 febbraio 2019 Spillane firmò con i Pittsburgh Steelers. Fu quindi svincolato il 31 agosto 2019 e reingaggiato con la squadra di allenamento il giorno successivo. Fu svincolato dalla squadra di allenamento il 24 settembre 2019 ma poi firmò per gli Steelers l'8 ottobre 2019. Il 5 novembre 2019 Spillane fu promosso nel roster attivo. Spillane concluse la stagione con 11 tackle in 8 partite giocate.

#### Stagione 2020
Il 18 ottobre 2020, nella gara contro i Cleveland Browns, il linebacker titolare degli Steelers starting Devin Bush Jr. si infortunò al legamento crociato anteriore e fu sostituito da Spillane che terminò la gara con 5 tackle. Il 20 ottobre 2020 il capo-allenatore degli Steelers Mike Tomlin annunciò che Spillae sarebbe stato il titolare per il resto della stagione. Nella partita della settimana 8, la vittoria 28-24 sui Baltimore Ravens, Spillane intercettò un passaggio dal quarterback avversario Lamar Jackson e lo ritornò per 33 yard in touchdown. Questo fu il primo touchdown in carriera per Spillane che terminò la gara con 11 tackle, primo della squadra, e un fumble recuperato. Nella partita della settimana 10, la vittoria 36-10 contro i Cincinnati Bengals, Spillane fece il suo primo sack in carriera sul rookie quarterback Joe Burrow. Il 12 dicembre 2020 Spillane fu inserito nella lista riserve/infortunati e riattivato il 9 gennaio 2021.

#### Stagione 2021
Il 24 marzo 2021 Spillane firmò per un altro anno con gli Steelers.

#### Stagione 2022
L'11 marzo 2022 gli Steelers misero su Spillane a restricted free agent tender che Spillane accettò l'8 aprile 2022 firmando per un altro anno con gli Steelers a 2,4 milioni.

### Las Vegas Raiders

#### Stagione 2023
Il 16 marzo 2023 Spillane firmò un contratto biennale da 7 milioni di dollari con i Las Vegas Raiders. Nel Monday Night Football del quinto turno divenne il primo linebacker dei Raiders dal 2001 a fare registrare due intercetti in una partita ai danni di Jordan Love dei Green Bay Packers, contribuendo a interrompere una striscia di tre sconfitte consecutive per la squadra. Dopo la partita del nono turno, la vittoria 30-6 contro i New York Giants, il capo-allenatore dei Raiders Antonio Pierce rese noto che Spillane si era fratturato una mano nella gara precedente contro i Detroit Lions, ma che aveva continuato a giocare partecipando a tutti gli snap della difesa, si era operato il giorno dopo saltando una sola seduta di allenamento e quindi aveva giocato tutti gli snap difensivi anche contro i Giants.
Nel decimo turno Spillane mise a segno l'intercetto decisivo nella red zone nel finale di gara contro i New York Jets ai danni di Zach Wilson. In quella partita guidò la squadra con 7 placcaggi e un sack. Fu il primo giocatore dei Raiders con un intercetto e un sack nella stessa gara da Khalil Mack nel 2016. Per questa prestazione fu premiato come miglior difensore della AFC della settimana. Spillane concluse la stagione giocando tutte le 17 gare della stagione regolare come titolare, risultando leader della squadra per numero di snap giocati (1133), tackle (148) e intercetti (3), venendo riconosciuto come uno dei migliori giocatori della lega nel suo ruolo.

#### Stagione 2024
Nella gara del secondo turno della stagione 2024, la vittoria 33-26 contro i Baltimore Ravens, Spillane fece una prestazione di livello con 10 tackle e un intercetto, ma anche con un intervento decisivo a meno di 8 minuti dal termine della gara con i Raiders sotto di 7 punti, andando a deviare all'ultimo istante un passaggio di Lamar Jackson per Zay Flowers che, se completato, avrebbe compromesso le possibilità della squadra di Las Vegas di recuperare la partita, come invece poi avvenne. Nella gara del quarto turno, la vittoria 20-16 contro i Cleveland Browns, Spillane mise a tabellino 12 tackle, di cui 9 in solitaria, e giocando, per la quarta partita di fila, tutti gli snap difensivi dei Raiders. La sua stagione si chiuse al terzo posto nella NFL con 158 placcaggi.

### New England Patriots
Il 13 marzo 2025 firmò con i New England Patriots.

## Palmarès
- Difensore della AFC della settimana: 1

10ª del 2023

## Vita privata
Spillane è nipote del vincitore dell'Heisman Trophy 1953, membro della College Football Hall of Fame e halfback della NFL Johnny Lattner e cugino di Ryan Smith, tight end dei Ravensburg Razorbacks.

## Statistiche

### Stagione regolare
| Stagione | Stagione | Stagione | Stagione | Difesa  | Difesa  | Difesa  | Difesa | Difesa | Difesa | Difesa |
| Anno     | Squadra  | P        | PT       | T. tot. | T. sol. | T. ass. | Sck    | Int.   | P.D.   | F.F.   |
| -------- | -------- | -------- | -------- | ------- | ------- | ------- | ------ | ------ | ------ | ------ |
| 2018     | TEN      | 2        | 0        | 0       | 0       | 0       | 0,0    | 0      | 0      | 0      |
| 2019     | PIT      | 8        | 0        | 11      | 8       | 3       | 0,0    | 0      | 0      | 0      |
| 2020     | PIT      | 12       | 7        | 45      | 39      | 6       | 2,0    | 1      | 4      | 0      |
| 2021     | PIT      | 14       | 4        | 56      | 29      | 27      | 0,0    | 0      | 0      | 0      |
| 2022     | PIT      | 16       | 5        | 79      | 52      | 27      | 1,0    | 0      | 4      | 0      |
| 2023     | LV       | 17       | 17       | 148     | 82      | 66      | 3,5    | 3      | 4      | 1      |
| 2023     | LV       | 17       | 17       | 158     | 91      | 67      | 2,0    | 2      | 7      | 0      |
| Totale   | Totale   | 86       | 50       | 497     | 301     | 196     | 8,5    | 6      | 19     | 1      |

### Playoff
| Stagione | Stagione | Stagione | Stagione | Difesa  | Difesa  | Difesa  | Difesa | Difesa | Difesa | Difesa |
| Anno     | Squadra  | P        | PT       | T. tot. | T. sol. | T. ass. | Sck    | Int.   | P.D.   | F.F.   |
| -------- | -------- | -------- | -------- | ------- | ------- | ------- | ------ | ------ | ------ | ------ |
| 2020     | PIT      | 1        | 1        | 5       | 5       | 0       | 0,0    | 0      | 0      | 0      |
| 2021     | PIT      | 1        | 1        | 9       | 6       | 3       | 0,0    | 0      | 0      | 0      |
| Totale   | Totale   | 2        | 2        | 14      | 11      | 3       | 1,0    | 0      | 0      | 0      |

Fonte: Football Database
In grassetto i record personali in carriera — Statistiche aggiornate alla stagione 2024